# Henry Placké
Hendrik Johan Joseph (Henry of Henri) Placké (Amsterdam, 13 februari 1870 – Montfoort, 22 januari 1944) was een Nederlands zwemmer, bokser en bij gelegenheid worstelaar.
Hij was zoon van Maria Catharina Antonie Lange en scheepskapitein Johann Bernard Heinrich Placké. Hijzelf trouwde in 1902 als stuurman met Gijsbertina Petronella Knies; een echtscheiding volgde in 1916; hij hertrouwde met Emma Jansen, zij overleed eerder dan hij.
Bij zijn militaire keuring gaf hij als beroep zeeman (ontwikkelde zich van matroos tot stuurman) op; hij werd afgekeurd vanwege lichaamsgebreken.
Hij begon als zwemmer in de Amsterdamse grachten en het Noordhollandsch Kanaal. Hij werd jeugdkampioen in het Kattenburger (Zwem)bad. In 1888 zou hij aan de dood ontsnapt zijn toen het schip waarop hij voer verging bij een storm; vanwege zijn zwemkunst wist hij na urenlang zwemmen de kust van Goeree te bereiken. Na opnieuw een schipbreuk, dit maal bij Australië, liet zich daar verder opleiden en zou meezwemmen in wedstrijden in Australië en Nieuw-Zeeland; hij zou er met zeven kwartier een wereldrecord hebben geboekt op de 5400 meter (3,5 Engelse mijl). Hij zou eenmaal terug nog zwemlessen geven bij Theo van Heemstede Obelt in Amsterdam-Noord.
Hij ging de bokssport in onder inspiratie van profboksers, die wel wat zagen in het stevige postuur van de Amsterdammer; hij was circa twee meter lang en zou 125 kg hebben gewogen. Het verhaal ging dat vermaarde profboksers hem daarbij probeerden te mijden. In 1898 richtte hij in Amsterdam een boksschool op verwijzend naar zijn voorbeeld; het werd "Amsterdamsche Boxingclub John L. Sullivan" (Amateur Boxing Club). In 1899 vestigde die zich aan de Warmoesstraat. Voor bokswedstrijden was Placké aangewezen op het buitenland, want in Nederland was er te weinig concurrentie. Tekenend is dat er tussen 1903 en 1909 slechts weinig serieuze bokswedstrijden werden gehouden. Hij was in 1911 met Piet Toepoel, Johannes Martinus Coffeng en Guus Moussault betrokken bij de oprichting van de Nederlandse Boksbond; daar waar genoemde drie bestuursleden werden, was hij “lid”. Groot nieuws in Nederlands was de bokspartij tussen Sam Kingsley en Placké; een spannende maar tevens bloederige wedstrijd, die in de zesde ronde vanwege een diskwalificatie van Placké werd beëindigd (Placké zou worsteltechnieken hebben toegepast). Eigenlijk kwam het erop neer dat beide boksers niet meer verder konden. Placké was groot en sterk; Kingsley klein en behendig.
Na zijn bokstijd raakte hij al snel in de vergetelheid en kon maar moeilijk wennen aan de tekenen van ouderdom; hij vond zichzelf gezond genoeg en wilde niet aan een dieet dat zijn leven zou (kunnen) verlengen.
Placké, die ook worstelde onder de naam Tom Jackson, overleed op 73-jarige leeftijd in het St. Antonius Pension. Hij stond te boek als goedmoedige reus. Zijn levensverhaal riep in de jaren veertig vraagtekens op; hij zou het allemaal verzonnen kunnen hebben. Tijdens interviews wist hij echter zijn verhaal te onderbouwen met tal van krantenknipsels.
Placké wordt ook in de 21e eeuw nog gezien (samen met Kingsley) als een van de grondleggers van de bokssport in Nederland.